# Allium amplectens
Allium amplectens är en amaryllisväxtart som beskrevs av John Torrey. Allium amplectens ingår i släktet lökar, och familjen amaryllisväxter. Inga underarter finns listade i Catalogue of Life.

## Bildgalleri

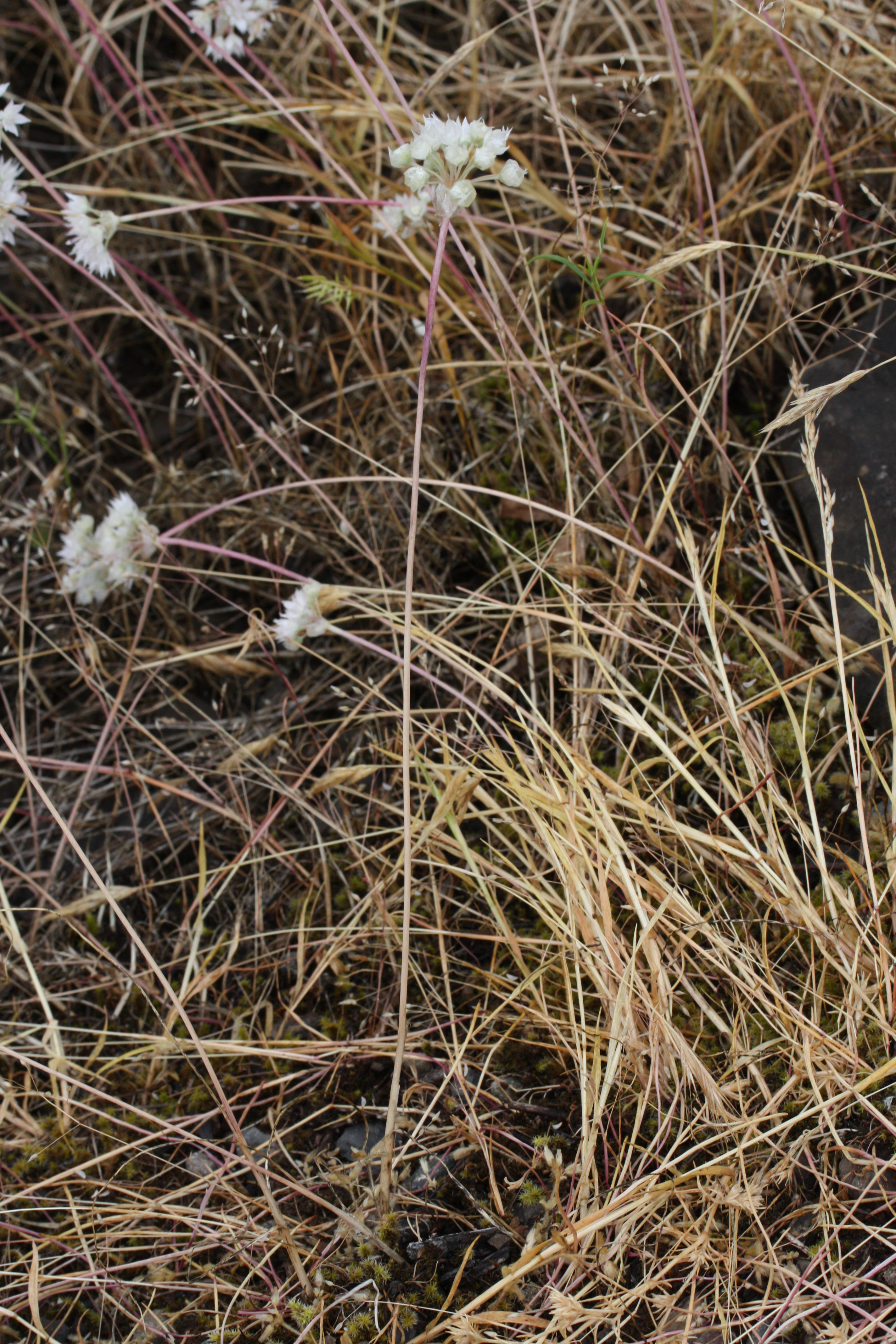
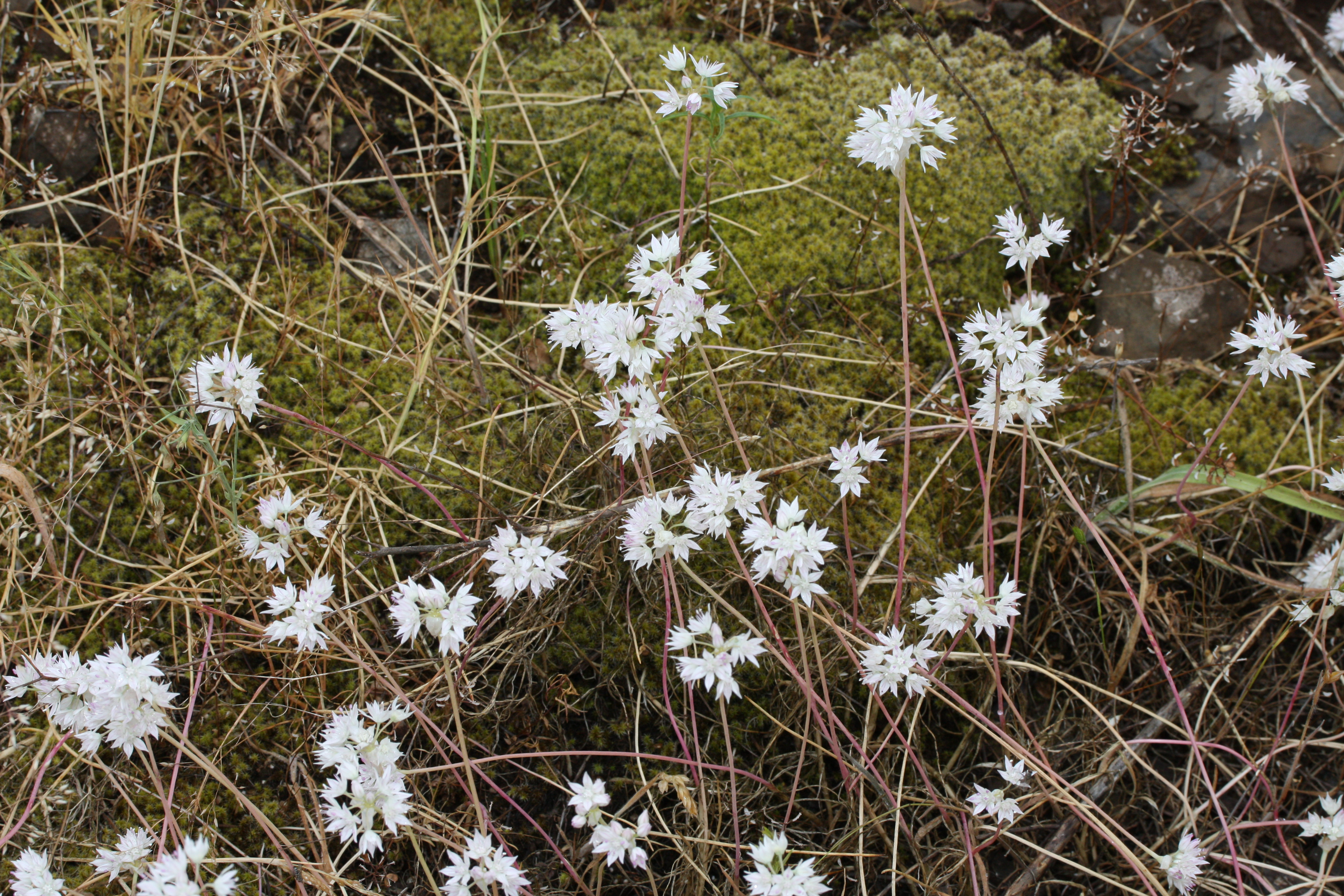
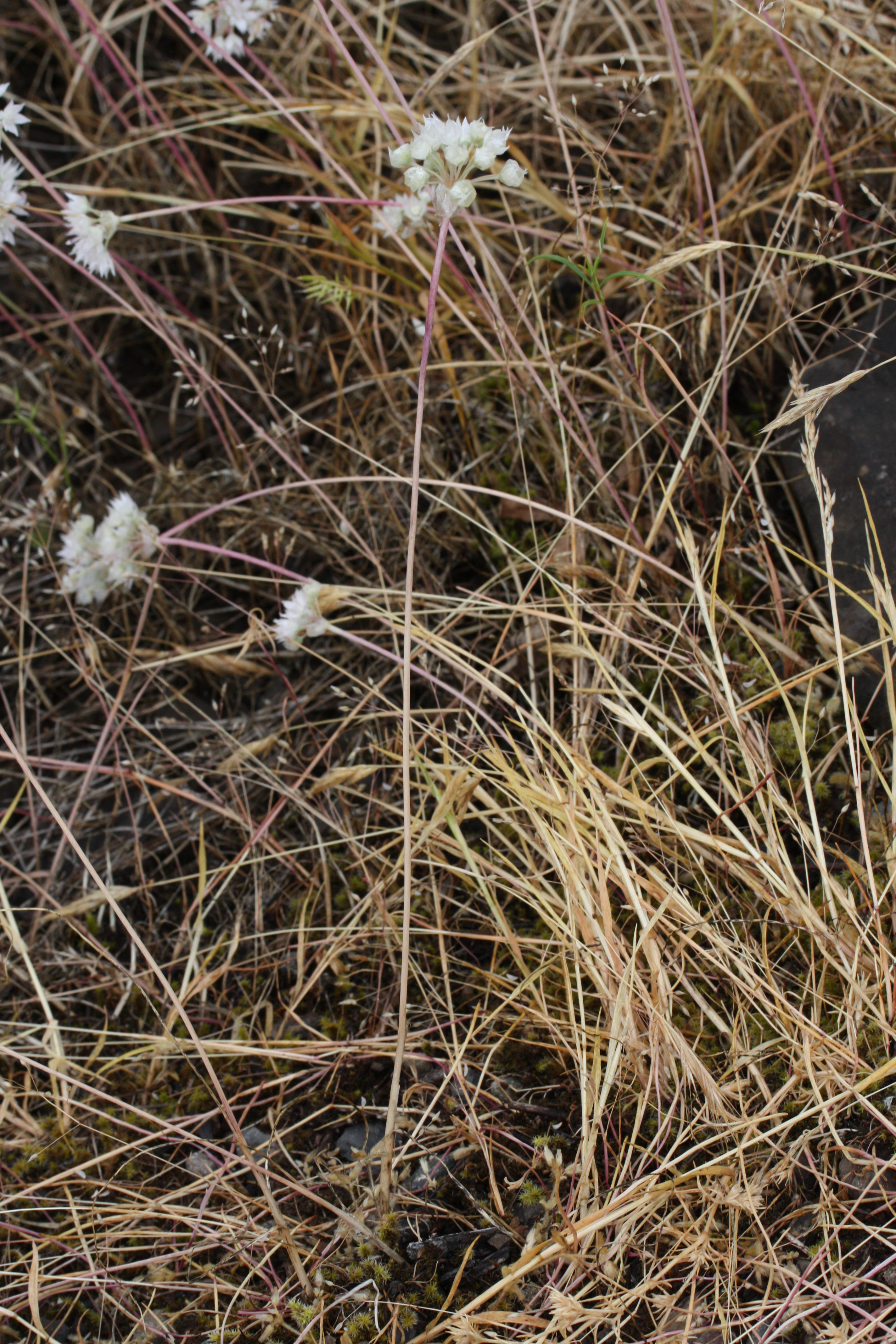
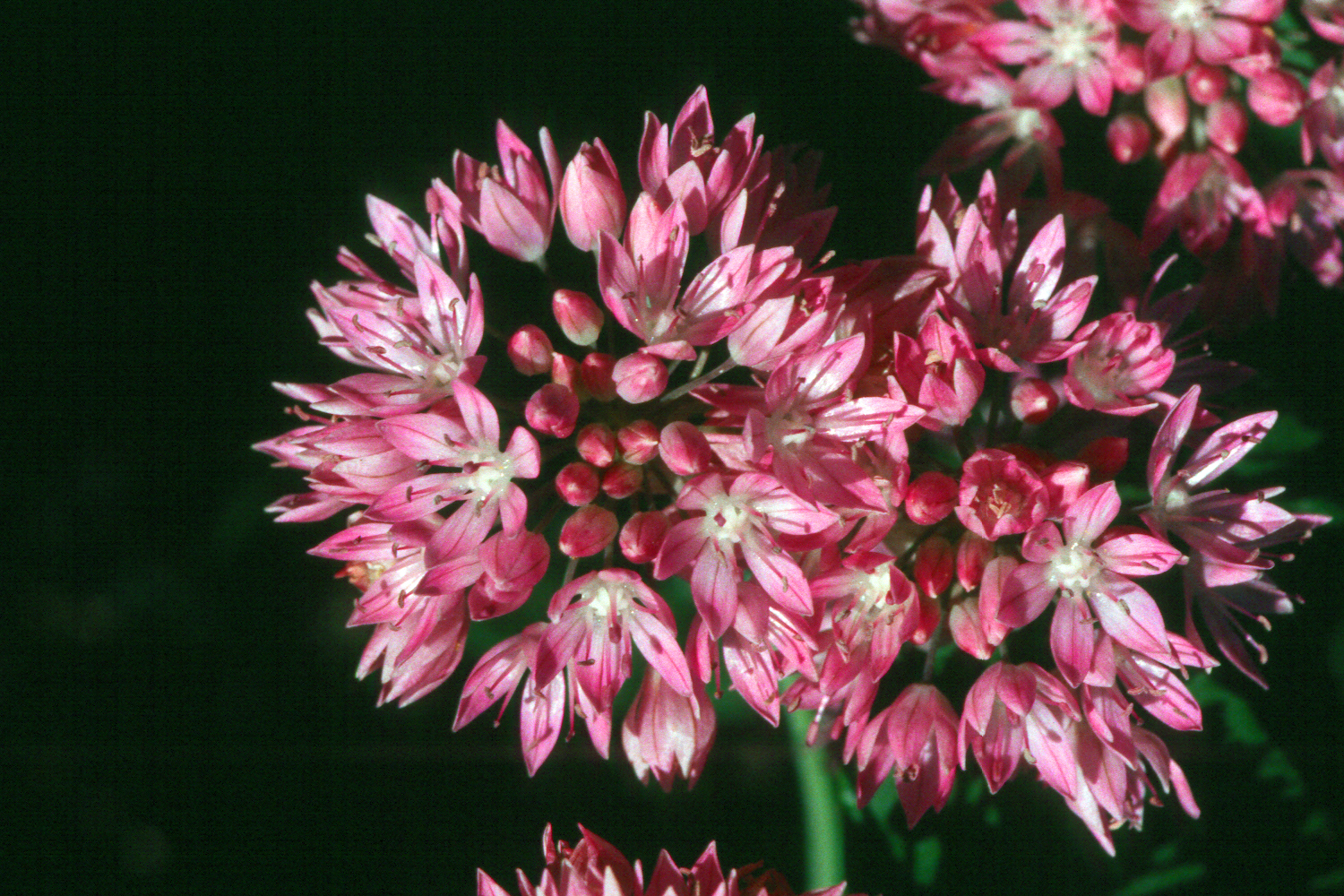